# 鄭斗卿
鄭斗卿（韓語：정두경，1597年—1673年），字君平，号東溟(동명)。朝鮮王朝中期的文人、學者、詩人，本貫溫陽鄭氏。

## 生平
俗流尽奔走，之子独沈冥。

初服芰荷制，古文龙虎经。

无由向南极，空望老人星。

鄭斗卿早年受教于李恒福，深受李恒福喜爱。仁祖七年（1629年），鄭斗卿登甲科状元及第。郑斗卿在科举中递交的辞赋，在许格的《挽章》中有所评价道：“笔陈堂堂，无人角雌雄。壮如项羽率四十万攻破函谷入关中。”《宣祖实录》十三年也称：“斗卿长于文辞，而阔于事情。”登科后，他历任成均馆典籍直讲、礼曹佐郎、司谏掌令、礼曹参议和大提学、工曹参判等职。
他是李氏王朝的诗歌代表人物之一，著有《東溟集》。他与洪万宗、金得臣、洪锡箕等文人交情很深。